# Paranthaclisis californica
Paranthaclisis californica is een insect uit de familie van de mierenleeuwen (Myrmeleontidae), die tot de orde netvleugeligen (Neuroptera) behoort. 
Paranthaclisis californica is voor het eerst wetenschappelijk beschreven door Navás in 1922.